# Sopotnica (Prijepolje)
Pour les articles homonymes, voir Sopotnica.
Sopotnica (en serbe cyrillique : Сопотница) est un village de Serbie situé dans la municipalité de Prijepolje, district de Zlatibor. Au recensement de 2011, il comptait 139 habitants.

## Géographie
Sur le territoire du village se trouvent les chutes de Sopotnica, inscrites sur la liste des monuments naturels géologiques de la République de Serbie (identifiant SP 216 ; ID WDPA 388811).

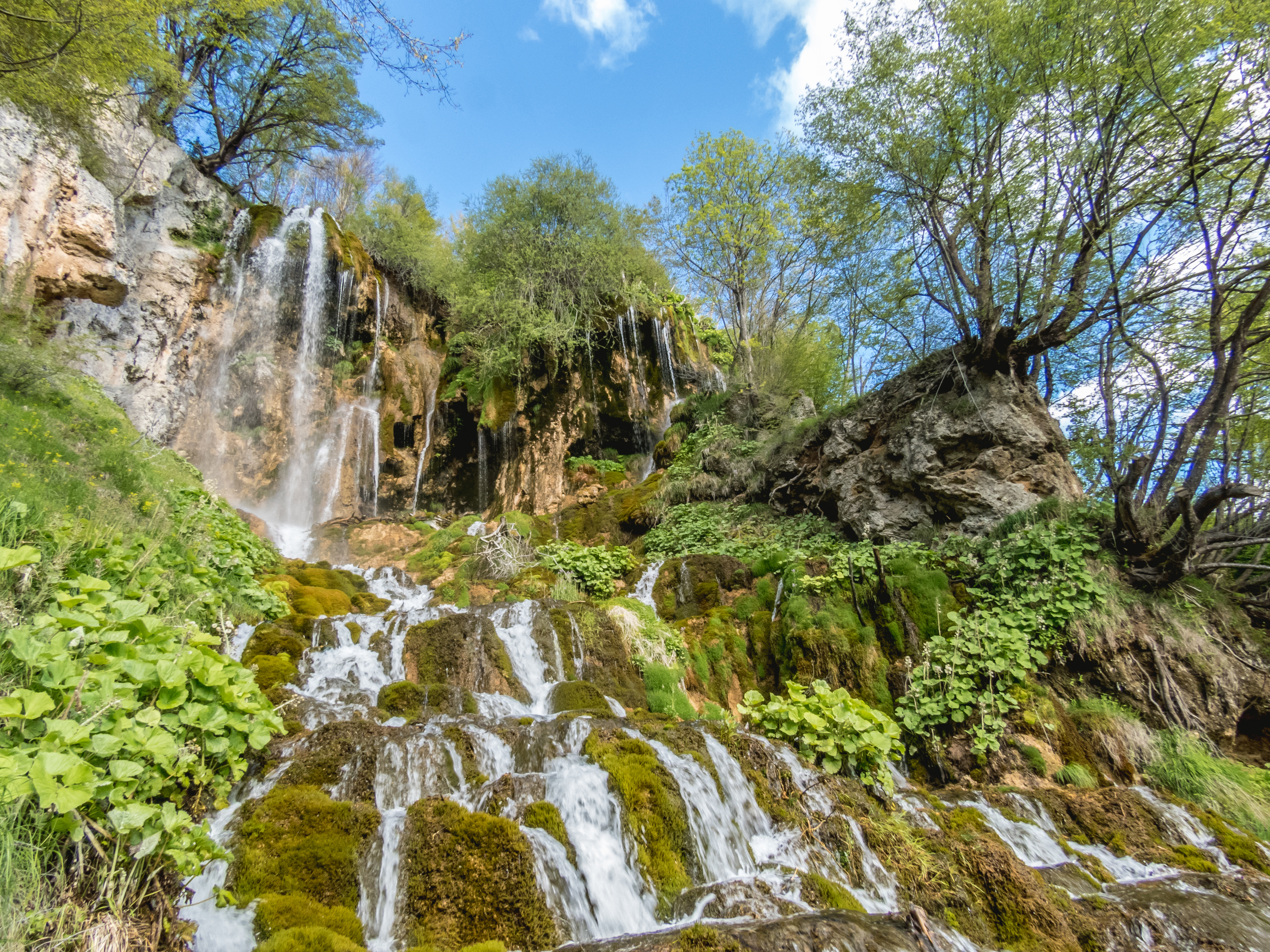
Les chutes de Sopotnica

## Démographie
| 1948 | 1953 | 1961 | 1971 | 1981 | 1991 | 2002 | 2011 |
| ---- | ---- | ---- | ---- | ---- | ---- | ---- | ---- |
| 416  | 468  | 430  | 394  | 322  | 233  | 136  | 139  |

|  |

## Tourisme

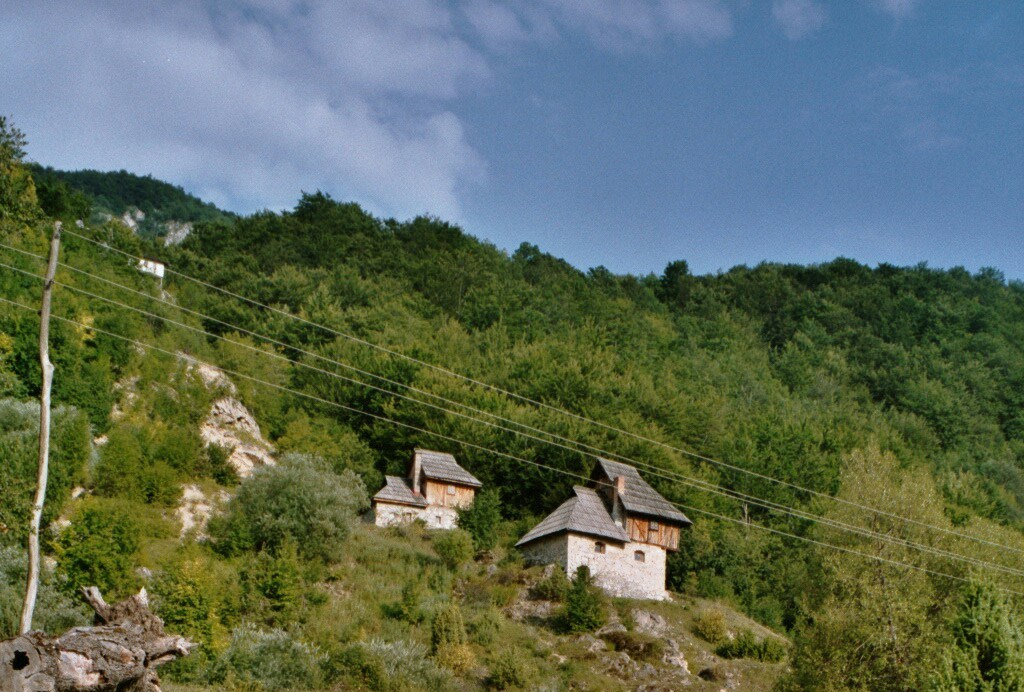
Maisons anciennes à Sopotnica
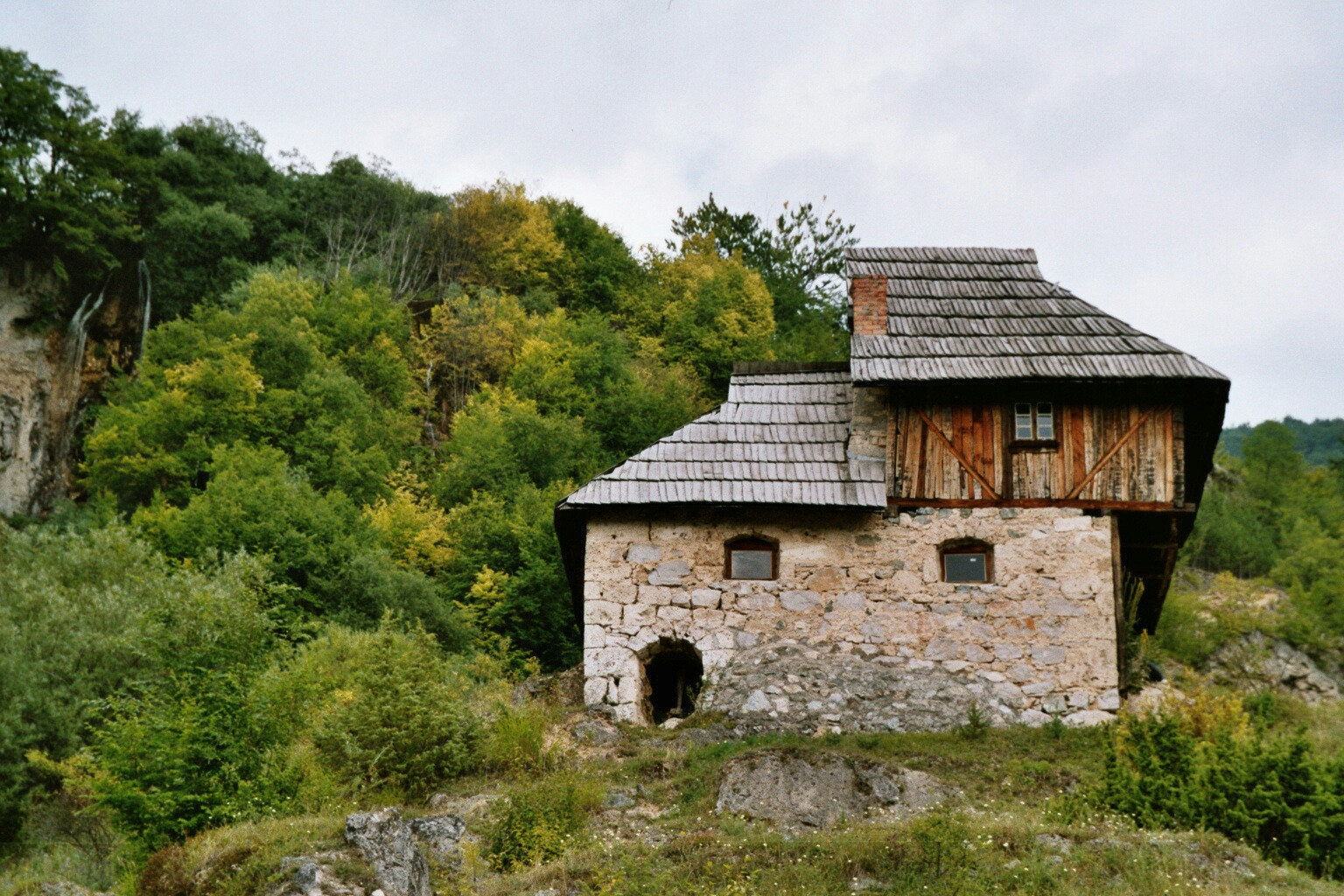
Détail d'une maison ancienne